# Обуховский завод
АО «ГОЗ Обуховский завод» — российское предприятие, крупный металлургический и машиностроительный завод, расположенный в Санкт-Петербурге. Также был известен как Обуховский сталелитейный завод и Ленинградский государственный завод «Большевик».
Первоначальное название заводу было возвращено в 1992 году — ФГУП «Государственный Обуховский завод». В 2003 году преобразован в ОАО «ФГУП Обуховский завод».

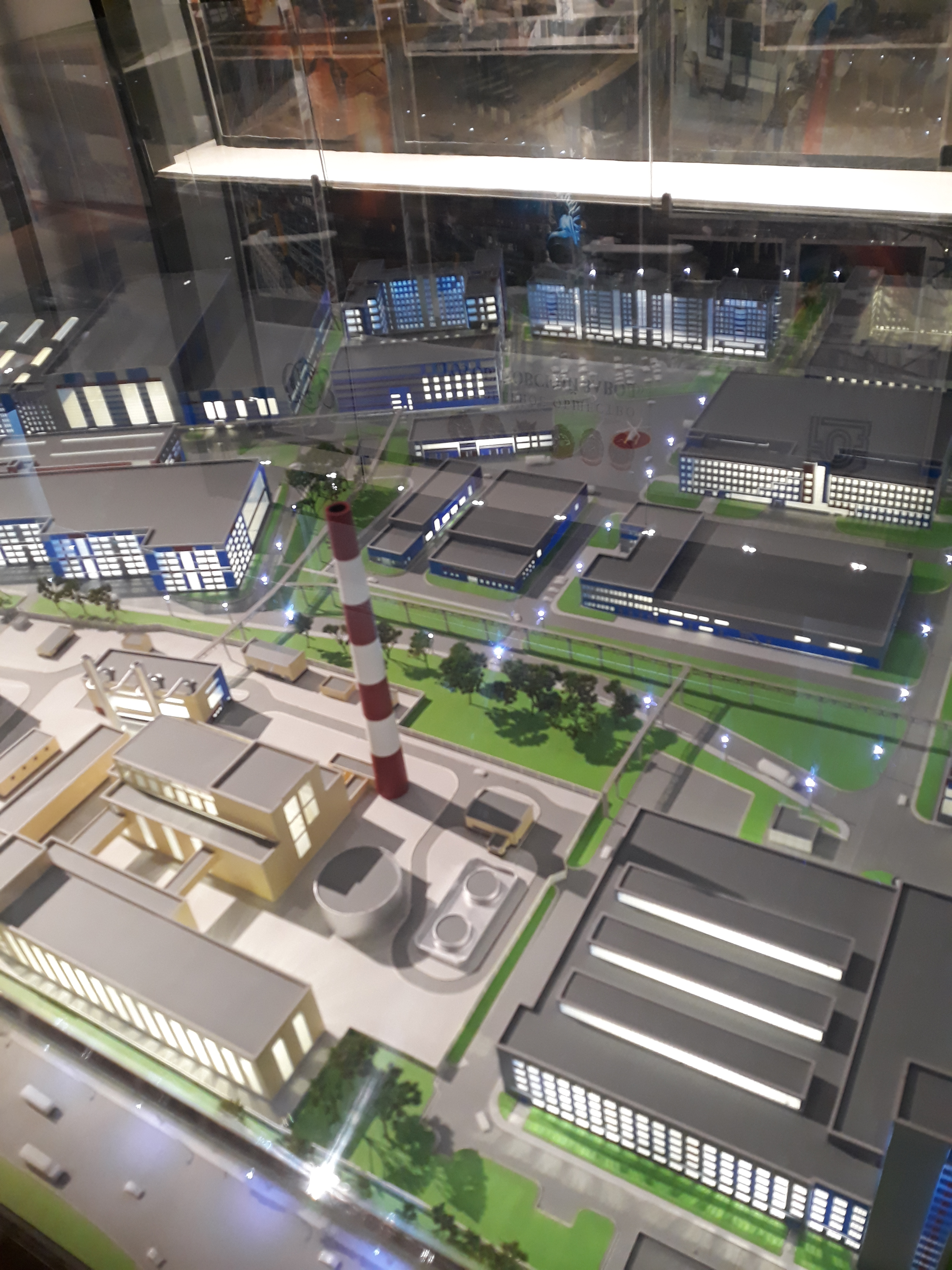
Музей Обуховского завода. Макет современного завода

В настоящее время входит в Концерн ВКО «Алмаз-Антей» (с 2002 года в соответствии с Указом Президента РФ).

## История
Был основан 4 мая (16 мая) 1863 года в Российской империи на Шлиссельбургском тракте в селе Александровском товариществом П. М. Обухова, Н. И. Путилова и С. Г. Кудрявцева по соглашению с Морским министерством.
В ноябре 1864 года решением Императора Александра II начальником завода был назначен офицер (капитан-лейтенант) А. А. Колокольцов. К началу 1870-х годов Обуховский сталелитейный завод вышел на мировой уровень производства орудий. Колокольцов привлёк к сотрудничеству знаменитого учёного-металлурга Д. К. Чернова, для чего была создана соответствующая производственная и лабораторная база. Впервые в России на заводе начали работать конверторы и мартеновские печи.

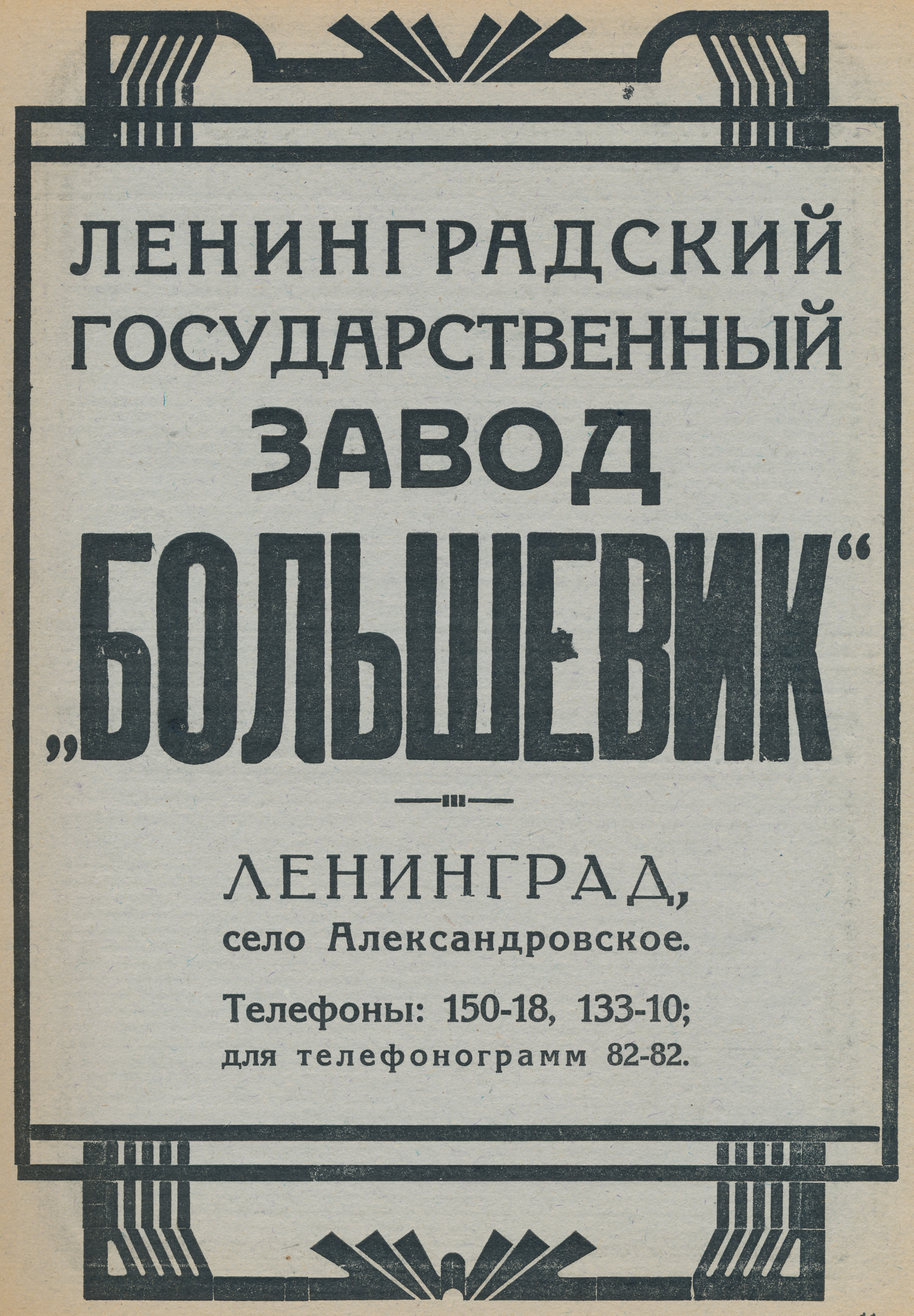
Реклама завода Большевик, «Весь Ленинград», 1927 год.

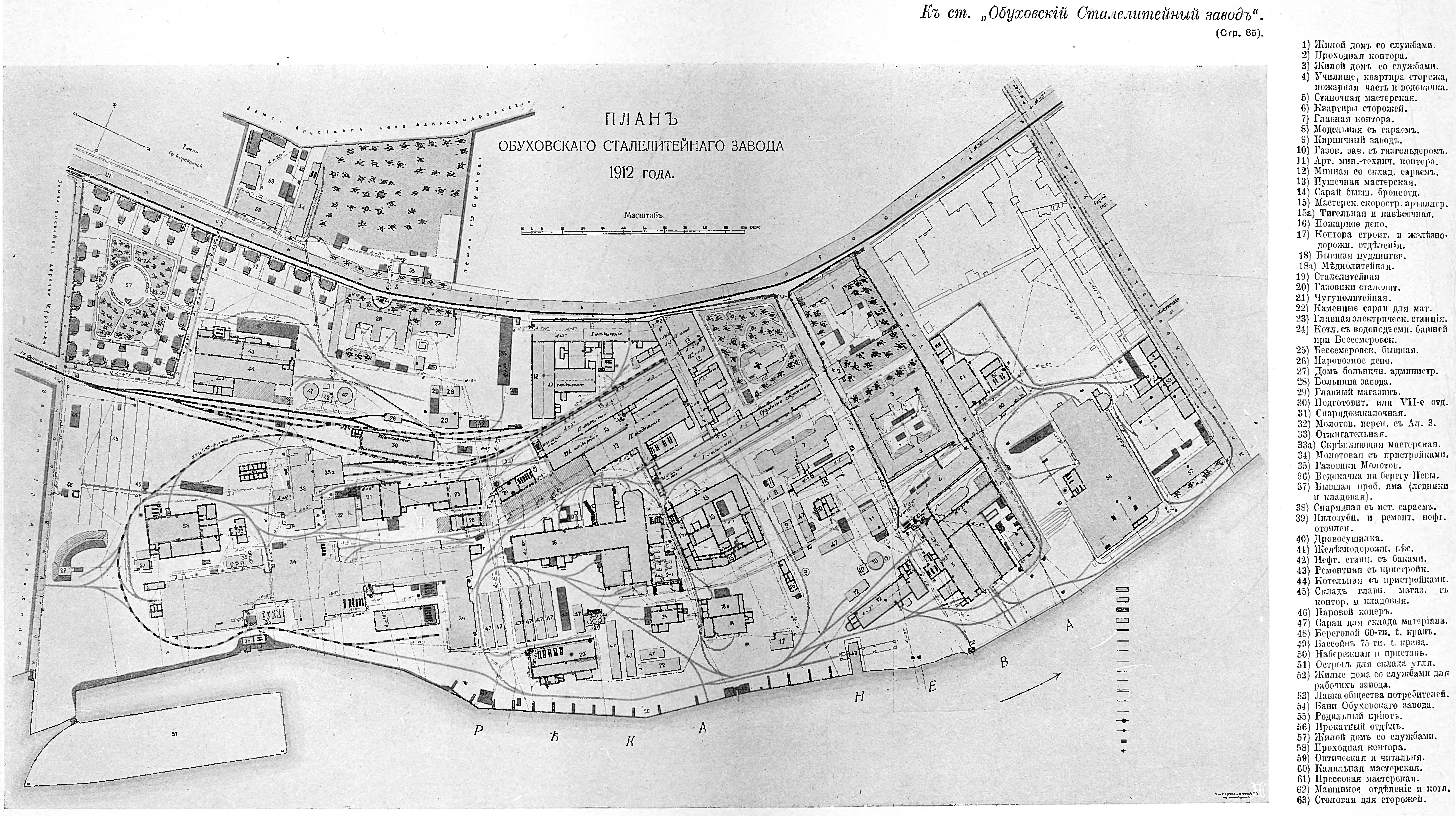
Обуховский завод. 1912

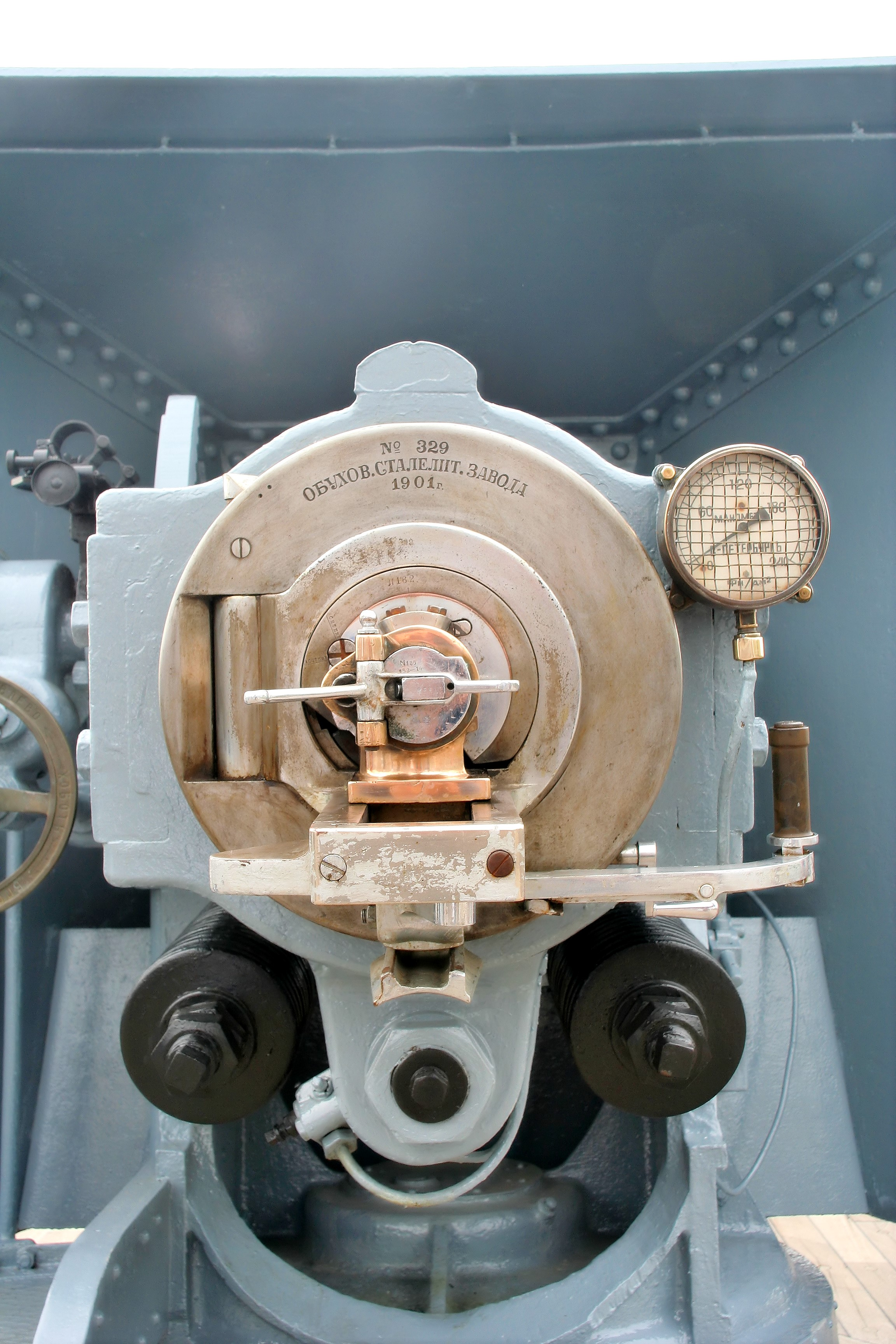
Замок орудия крейсера Аврора

С 1884 года завод становится ведущим заводом России по производству торпед.
В 1895 году инженер А. А. Ржешотарский создал на предприятии первую в Российской империи металлографическую лабораторию.
В 1886 году завод куплен казной.
В техническом отношении Обуховский завод принадлежал к числу наиболее передовых предприятий. На заводе производились 20 сортов стали, броня для кораблей, артиллерийские башенные установки, пушки разных калибров, снаряды, мины, стальное, медное и чугунное литьё, пароходные коленчатые валы, хирургические и чертёжные инструменты, стальные ружейные стволы и магазинные коробки для винтовок, налажено производство колёс, шин и осей для подвижного состава железных дорог России и др.
В 1886 году на Обуховском заводе был принят заказ для изготовления двух двигателей для самолёта А. Ф. Можайского.
С начала 1890-х на заводе началось производство артиллерийских снарядов и броневых листов для броненосцев.
Завод активно участвовал во всероссийских и зарубежных выставках: Парижской — 1867 года, Всероссийской Санкт-Петербургской — 1870 года, Московской — 1872 года, Венской — 1873 года, Филадельфийской — 1876 года, Нижегородской — 1896 года. На всех этих выставках были получены высшие награды.
В мае 1901 года на заводе произошла крупная стачка, переросшая в столкновение с полицией и войсками (Обуховская оборона).
В 1904 году к Обуховскому заводу был присоединен Александровский сталелитейный и рельсопрокатный завод. В 1905 году на заводе была создана оптическая мастерская, в которой было освоено изготовление основных оптических приборов: прицелов, стереотруб, панорам, призматических биноклей.
Во время революции 1905 года обуховцы одними из первых в Петербурге ввели явочным порядком 8-часовой рабочий день.
В 1908 году указом императора Николая II за вклад в развитие русского флота заводу ОСЗ вместе с другими заводами морского министерства (Ижорским, Балтийским, Адмиралтейским) получил право иметь собственный флаг.
В 1900 году на заводе работало около 4000 человек, а в 1914 году — уже 10 266 человек.
Во время революции 1917 года на заводе был создан крупный отряд красной гвардии.
После революции 1917 года, в феврале 1918 года начальник завода был отстранён, а руководство было поручено специально созданной комиссии по управлению заводом, продолжавшееся до 1920 года. Однако Обуховский завод остановился ещё 22 декабря 1917 года, а 28 января 1918 года все рабочие были рассчитаны. Завод простаивал около 3 лет.
4 ноября 1922 года по решению Петросовета Обуховский сталелитейный завод был переименован в Петроградский государственный орудийный оптический и сталелитейный завод «Большевик». На заводе были изготовлены первые советские тракторы и одни из первых танков.
В 1924 году на заводе «Большевик» образовалась группа энтузиастов-танкостроителей, которая затем была преобразована в опытно-конструкторский машиностроительный отдел (ОКМО).
В 1932 году танковое производство и ОКМО объединились в «Ленинградский государственный завод № 174 имени К. Е. Ворошилова», из которого ОКМО вышел в следующем году, став «Ленинградским заводом опытного машиностроения № 185 им. С. М. Кирова».
В феврале 2023 года для повышения эффективности корпоративного управления и финансовой деятельности было анонсировано присоединение до конца года к заводу двух его дочерних предприятий по созданию и производству радиотехнических систем (АО «Всероссийский научно-исследовательский институт радиоаппаратуры» (ВНИИРА) и АО «Завод радиотехнического оборудования» (ЗРТО)).
В состав завода входит Научно-исследовательский институт прикладного материаловедения. Дочерним предприятием является ООО «Новые технологии и материалы», изготавливающее медицинские иглы.
При Обуховском заводе существовала футбольная команда «Обуховец» (Мурзинка), основанная в 1912 году. После революции завод стал называться «Большевик», имелась одноимённая команда. В 1971 году был построен Дворец спорта, предназначавшийся для сотрудников завода «Большевик», располагался в саду «Спартак». Функционировал спортклуб «Большевик». В 2014 году по решению северо-западного регионального центра концерна «Алмаз-Антей» был создан футбольный клуб «Алмаз-Антей» (с детско-юношескими отделениями), в районе утраченного при возведении КАД стадиона «Обуховец» и футбольных полей при нём в 2014 году был открыт новый стадион в составе спорткомплекса.
В 2024 году базовая кафедра «Робототехнические комплексы производственного и специального назначения» АО «Обуховский завод» была открыта в Санкт-Петербургском политехническом университете Петра Великого. Кроме того базовые кафедры работают в СПбГУ и БГТУ «Военмех».

## Санкции
Из-за войны на Донбассе и вторжении России на Украину, завод находится под санкциями США, Канады и некоторых других стран.
18 декабря 2023 года завод включён в санкционный список всех стран Евросоюза так как он «поставляет средства связи, системы противовоздушной обороны и ракеты, которые российские вооруженные силы используют в агрессивной войне против Украины».

## Продукция

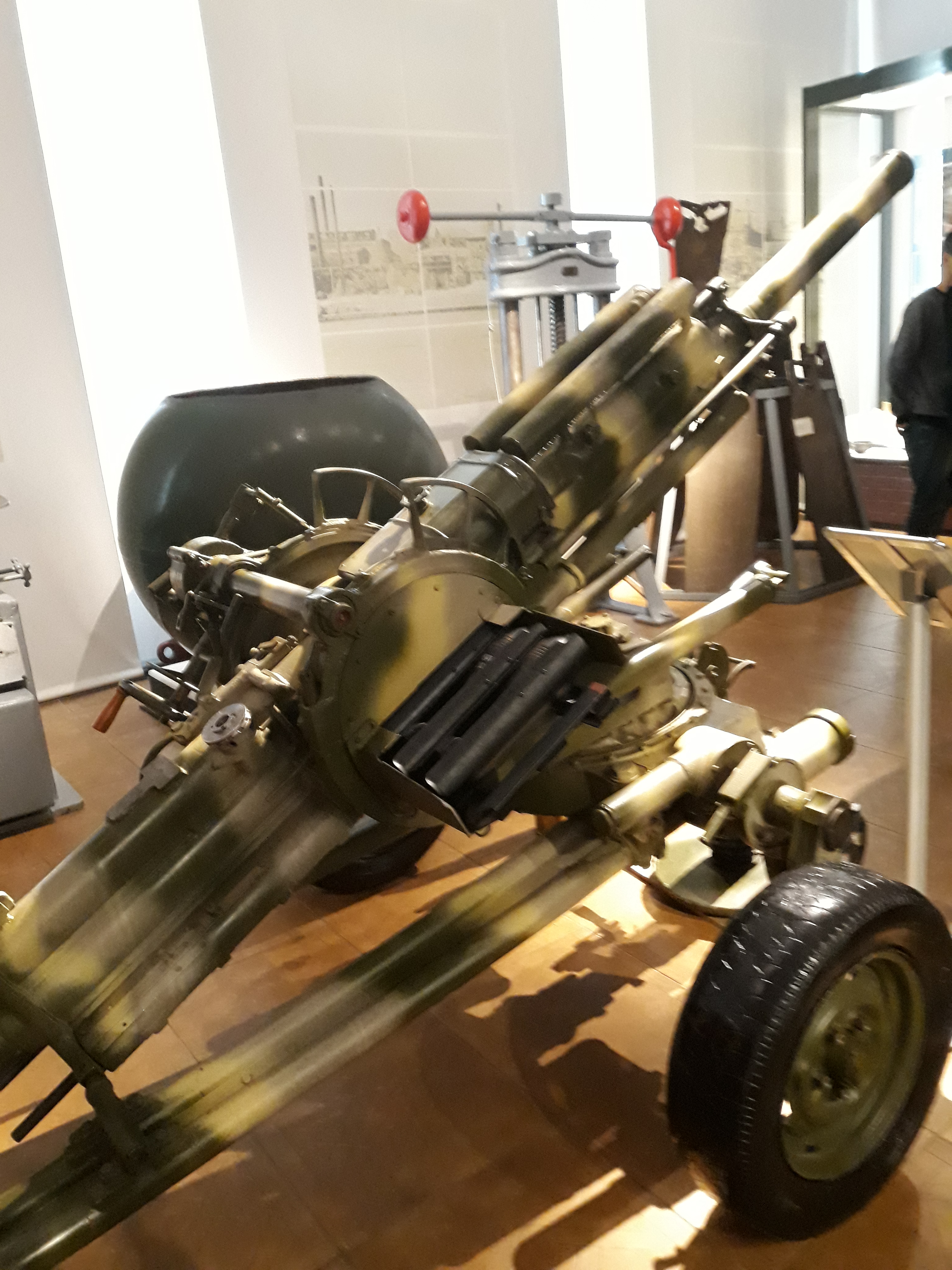
Музей Обуховского завода. Автоматический миномёт 2Б-9 "Василёк"

Обуховский завод изготавливает командные пункты для РВСН:
- 15В52 для ракетного комплекса РТ-2
- 15В52У для ракетных комплексов МР УР-100, УР-100Н, РТ-23 УТТХ
- 15В155 для ракетного комплекса Р-36М2
- 15В222 для ракетного комплекса РТ-2ПМ2
- 15В242 для ракетного комплекса РС-24